# 菊池像

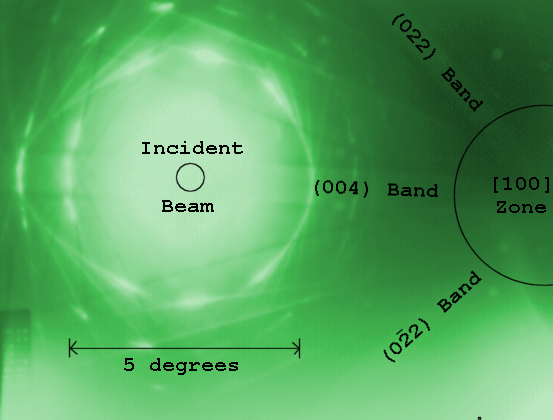
収束電子回折における単結晶シリコンの菊池線

電子回折において菊池像（きくちぞう、英: Kikuchi pattern）とは、回折スポットの他に見られる線やバンドのことで、菊池パターンや菊池図形とも呼ばれる。1928年、菊池正士が雲母の電子線解析によって発見した。
明るい線 (Excess line) と暗い線 (Defect line) の対を菊池線（きくちせん、英: Kikuchi line）と呼び、幅の広いバンドは菊池バンド（きくちバンド、英: Kikuchi band）と呼ばれる。

## 原理
菊池パターンは電子のウムクラップ過程を伴った非弾性散乱によって作られる。菊池パターンの定量的な説明は、動力学的回折理論を考慮した非弾性散乱の遷移確率を計算すればよい。

### 菊池線
電子回折の回折スポットは、ブラッグの法則を満たす弾性散乱（ブラッグ反射）をした電子によって作られる。しかし散乱される電子の中には、非弾性散乱によってさまざまな方向に散乱されるものが存在する。非弾性散乱を受けた電子の一部はある結晶面 (klm) でブラッグ反射して進行方向を変え、他の一部は結晶面 (klm) を透過する。この「非弾性散乱 → 結晶面でブラッグ反射」をした電子と、「非弾性散乱 → 結晶面を透過」をした電子との干渉によって作られる線が菊池線である。菊池線が点ではなく線状になるのは、ある結晶面でブラッグ反射を満たす非弾性散乱電子の方向がコーン状にあるためで、これをワルター・コッセルにちなんでコッセルコーンと呼ぶ。
非弾性散乱の強度は、散乱角が0（入射方向と平行）の場合に最も強く、散乱角が大きいほど弱くなる。非弾性散乱後のブラッグ反射は結晶面 (klm) の表面と裏面の2種類を考えることができる。その結果できる2つの線の明るさは「どちらが非弾性散乱強度が大きかったか」つまり「どちらが散乱角の小さい非弾性散乱によるものか」に依存する。非弾性散乱の散乱角が小さいほど、その後のブラッグ反射によって入射電子線の方向とは大きく異なる方向へ進行方向が変えられる。よって明るいのは入射電子線の方向に近い線である。

### 菊池バンド
入射電子線の方向がある結晶面に平行に近づいていくと、一段階目の非弾性散乱の強度差が小さくなるため、2つの菊池線の明暗の差が小さくなる。その結果2つの線で挟まれる部分が明るい帯となり、これを菊池バンドと呼ぶ。